# Cameraria bethunella
Cameraria bethunella là một loài bướm đêm thuộc họ Gracillariidae. Nó được tìm thấy ở Québec và Hoa Kỳ (Illinois, Kentucky, Connecticut, Maine, New York và Texas).
Sải cánh dài 6.5-7.5 mm.
Ấu trùng ăn Castanea dentata và Quercus species, bao gồm Quercus ilicifolia, Quercus imbricaria, Quercus macrocarpa, Quercus obtusiloba, Quercus rubra, Quercus tinctoria và Quercus velutina. Chúng ăn lá nơi chúng làm tổ.